# Rhinopias frondosa
Rhinopias frondosa Günther, 1892 è un pesce d'acqua salata appartenente alla famiglia Scorpaenidae.

## Distribuzione e habitat
Il suo areale comprende l'Oceano Indiano e il Pacifico occidentale tra il Sudafrica, il sud del Giappone e le coste est dell'Australia. Popola fondali molli percorsi da correnti e anche le barriere coralline ricche di vegetazione algale a profondità comprese tra i 10 ed i 297 m.

## Descrizione
Questa specie è caratteristica per il gran numero di escrescenze cutanee che ricoprono tutto il corpo. Questo carattere è però altamente variabile, i lobi cutanei possono essere molto sviluppati in esemplari viventi tra le alghe e quasi assenti in quelli che popolano habitat profondi e fangosi. Il corpo è molto compresso ai lati. Anche la colorazione è molto variabile. Possiede spine velenose sui raggi delle pinne. Raggiunge al massimo i 23 cm.

## Comportamento
Si tratta di un animale solitario che passa il suo tempo mimetizzato e immobile.

## Alimentazione
Predatore. Si nutre di notte. Si nutre di pesci e invertebrati che cattura all'agguato.

## Acquariofilia
Può essere ospite degli acquari di barriera

## Galleria d'immagini

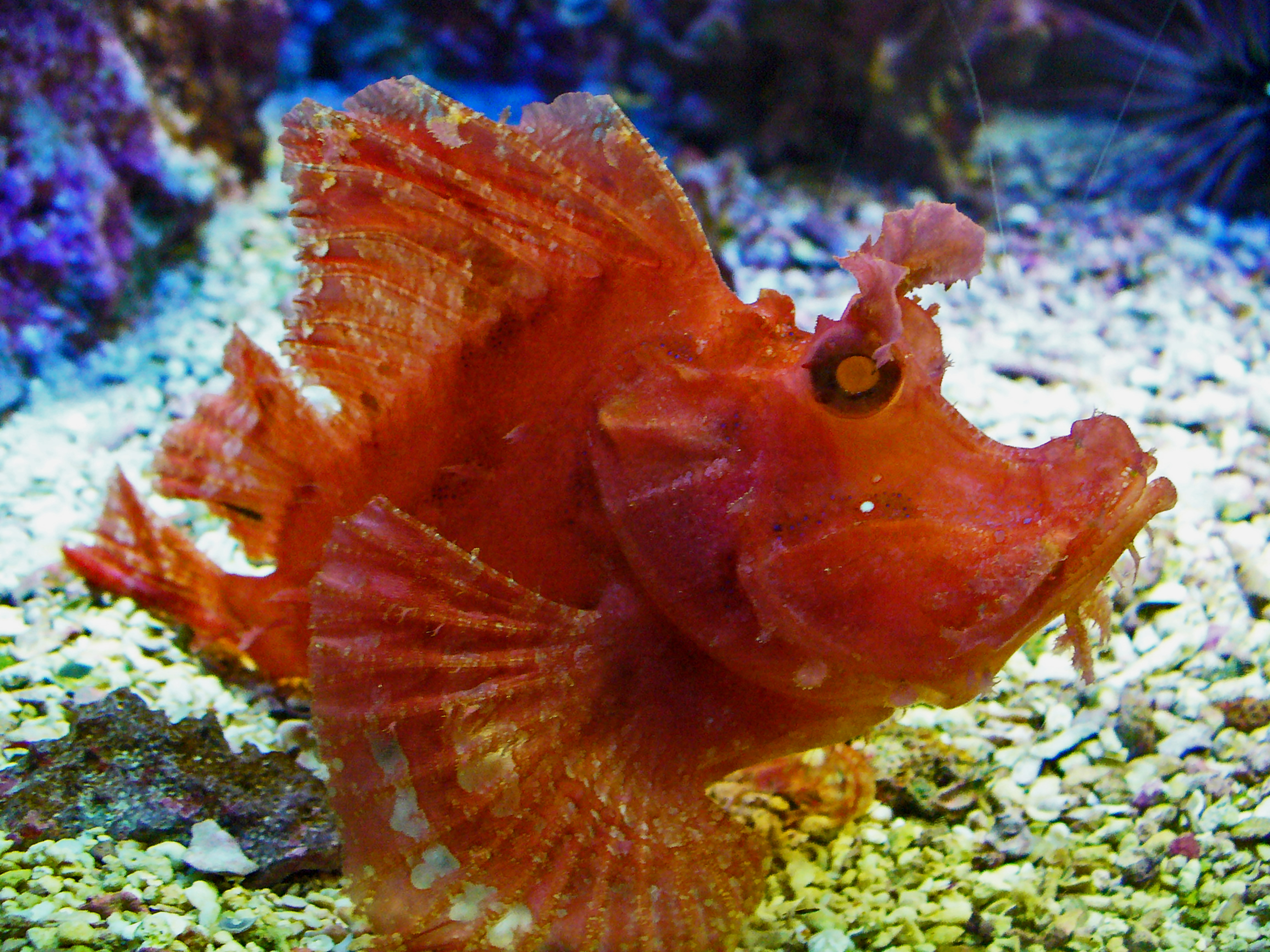
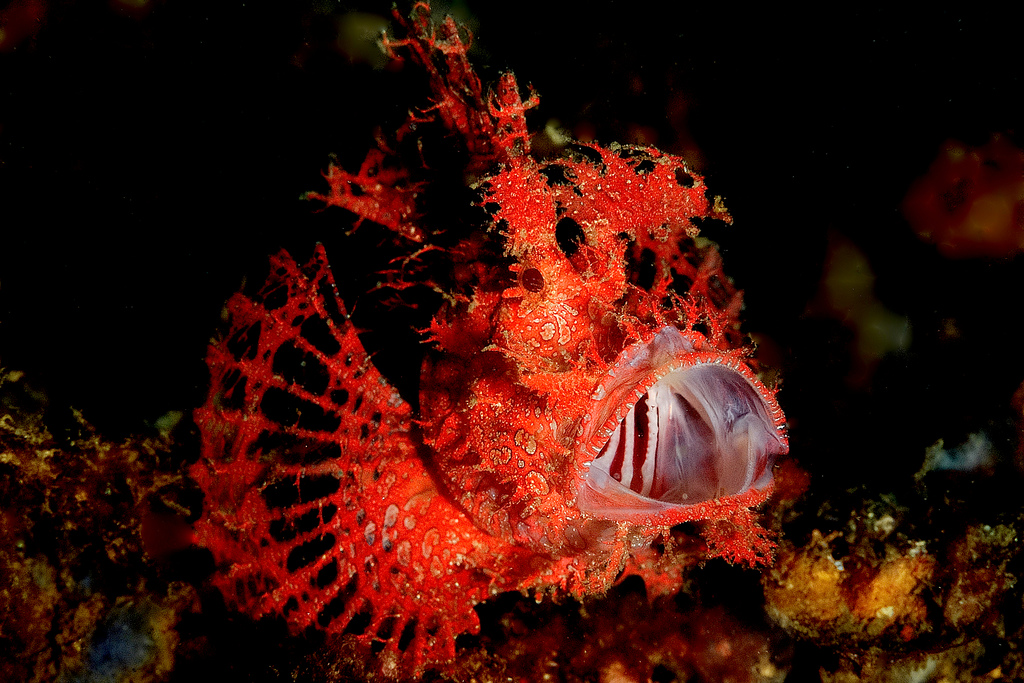
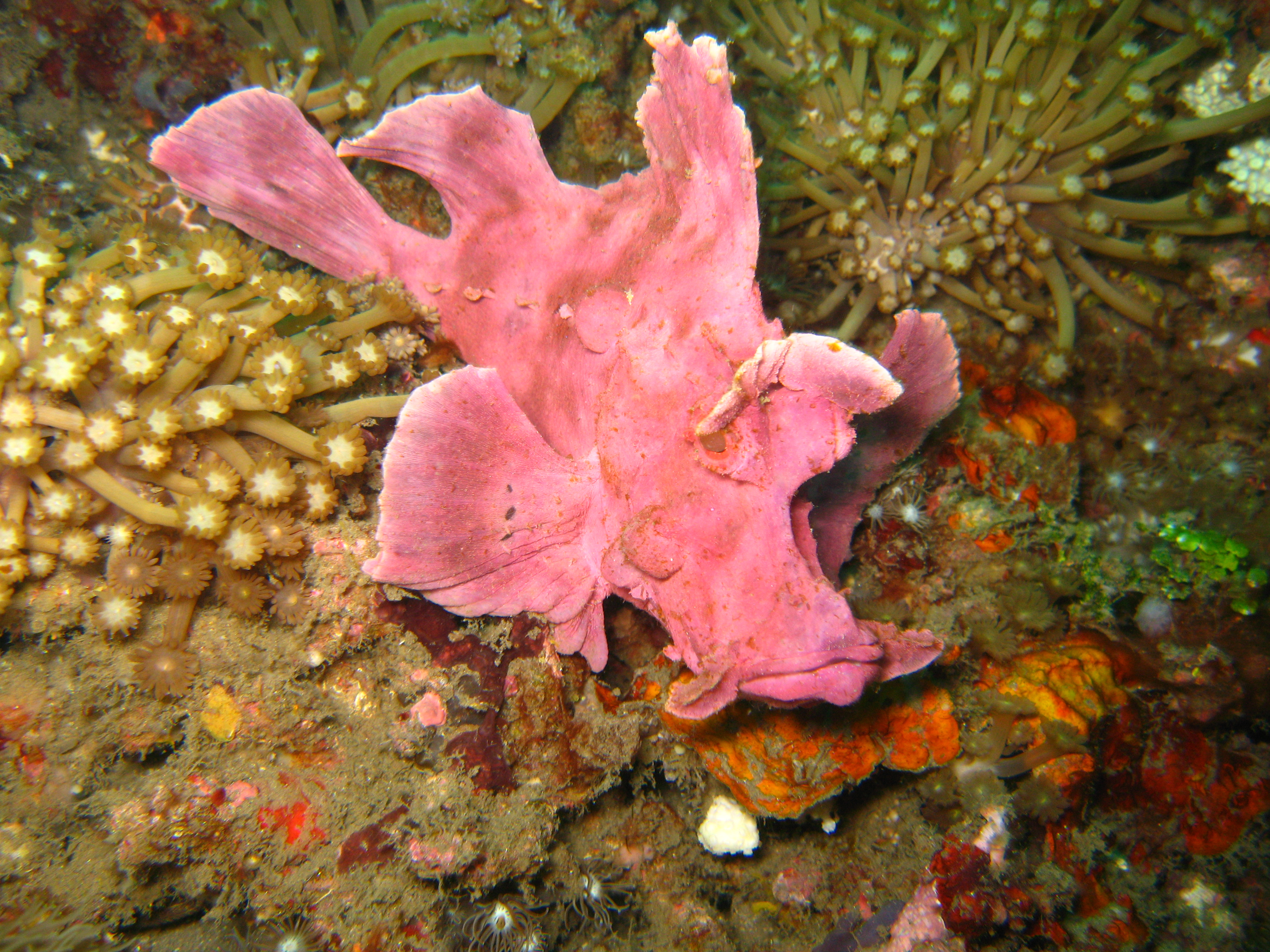
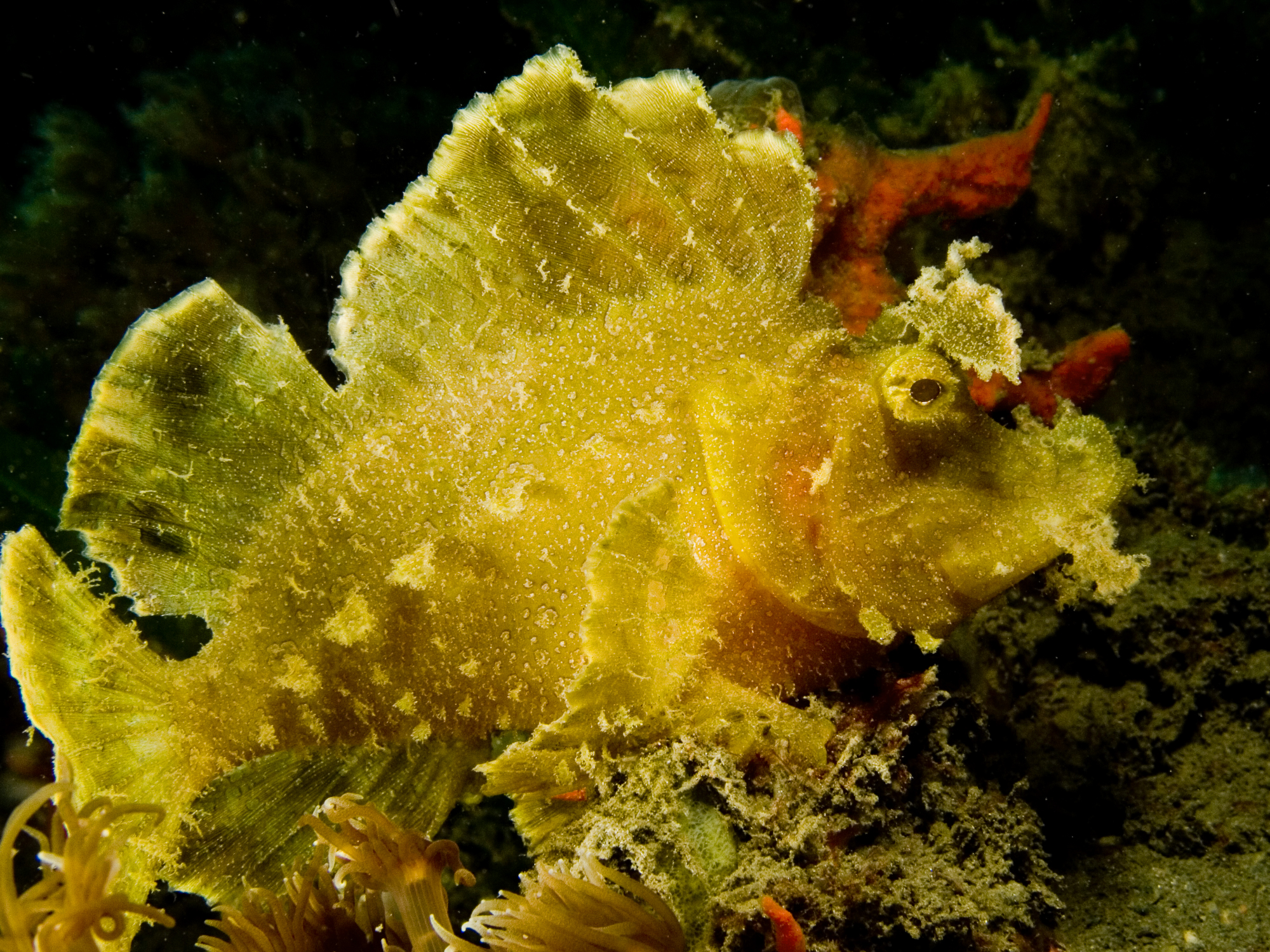